# Assiculus punctatus
Assiculus punctatus, thường được gọi là cá đạm bì chấm xanh, là loài cá biển duy nhất thuộc chi Assiculus trong họ Cá đạm bì. Loài này được mô tả lần đầu tiên vào năm 1846.

## Phân bố và môi trường sống
A. punctatus là loài đặc hữu của Úc, có mặt ở rạn san hô Scott và vịnh Shark, bang Tây Úc trải dài tới rạn san hô Great Barrier, bang Queensland. A. punctatus thường sống xung quanh các rạn san hô gần bờ và thảm cỏ biển, thường ở vùng nước tương đối nhiều bùn ở những khu vực có độ sâu khoảng 30 m trở lại.

## Mô tả
A. punctatus trưởng thành dài khoảng 8 cm. Thân của A. punctatus đực có màu nâu pha chút xanh lam, trong khi cá mái nhỏ hơn có màu vàng lục. Đầu, vây và thân được phủ những chấm nhỏ màu xanh sáng. Vây lưng rộng hơn các loài cá đạm bì khác. Vây đuôi bo tròn. A. punctatus là loài khá nhút nhát và hiếm gặp.
Số ngạnh ở vây lưng: 3; Số vây tia mềm ở vây lưng: 22 - 24; Số ngạnh ở vây hậu môn: 3; Số vây tia mềm ở vây hậu môn: 12 - 14; Số đốt sống: 28 - 29.
Thức ăn của A. punctatus có lẽ là rong tảo và các sinh vật phù du nhỏ. A. punctatus có thể đánh bắt để phục vụ cho ngành thương mại cá cảnh.